# Етрополски манастир
„Света Троица“, наричан още Варовитец (заради варовиковия камък, с който е изграден манастирският храм), е православен манастир край Етрополе, България. Манастирът е най-значимият книжовен и просветен център в българските земи през 16 и 17 век след Рилския манастир, в който възниква и се развива прочутата Етрополска калиграфско-художествена книжовна школа.

## Местоположение
Етрополският манастир е разположен в подножието на старопланинския Черни връх-1070 метра надморска височина, на 2 км от с. Рибарица, на 5 км от гр. Етрополе и на 40 км от гр. Тетевен.

## История
Етрополският манастир е основан още през Средновековието. Преданието свързва възникването на обителта с името на св. Иван Рилски, който се установил в една от пещерите в близката местност Варовитец, преди да се оттегли като отшелник в Рила.
През 16 и 17 век Етрополският манастир е едно от най-значимите книжовни и просветни средища по българските земи, като в него възниква и се развива прочутата Етрополска калиграфско-художествена книжовна школа. Тук са творили множество преписвачи, съставители на църковни сборници, художници, които разгърнали широка дейност за запазване на българската писменост и книжнина. Известни са имената на йеромонах Данаил, йеромонах Рафаил, граматик Бойчо, дякон Драгул, дякон Йоан, даскал Дойо и др. В манастира са написани десетки ръкописни книги, украсявани с рисувани заглавия, страници, букви, орнаментирани винетки, концовки и др. Такива са „Евангелие“ от 1577 г., „Пролог за месеците“ от 1602 г., няколко евангелия от 17 век и др.
Основател и най-изявен представител на тази школа е калиграфът-орнаментатор йеромонах Даниил. Според някои изследователи най-ранният познат негов ръкопис е „Требник“ от 1592 г. Ръкописите, произлезли от Етрополската калиграфска школа, са изписани с характерното писмо „етрополски калиграфски полуустав“ с изразен орнаментален характер и подчертана геометрична правилност. Органически свързан с писмото на българските писмени паметници от Търновската школа този стил е подражание и стилизирано обновление на стила устав – най-старата форма на кирилицата. Етрополските ръкописно-художествени традиции оказват силно влияние през ХVІІ век върху възникналите по същото време книжовни центрове в Средногорието – Карловско-аджарската орнаментаторска школа с центрове Карлово и Аджар и Кукленската ръкописна школа с център Кукленския манастир „Св. св. Козма и Дамян“.
При подновяването на манастира през 1858 г. игуменът Хрисант намерил в развалините на старата църква плоча с надпис, указващ годината на основаването на обителта – 1158 г., която плоча била вградена в основите на новостроящия се манастирски храм (архитект Иван Боянин).
Васил Левски е посещавал неведнъж манастира. Запазено е скривалище, приготвено от Хрисант за Апостола. Според разказите на стари етрополци скривалището е изкопано от Вълко Цолов Топалски, сподвижник на Левски, член на Правешкия таен революционен комитет, участник в обира на орханийската хазна в прохода Арабаконак през есента на 1872 г. и диарбекирски заточеник.
- Входът на Етрополския манастир
- Иконостасът в църквата

## Други забележителности
- До манастира се намира малък живописен водопад, носещ също названието „Варовитец“.
- Светата обител е сред Стоте национални туристически обекта на Български туристически съюз, има печат в черквата.